# Bouwkosten
Onder bouwkosten wordt verstaan: alle kosten die nodig zijn om een bouwproject, eventueel met behulp van bestek en technische tekeningen, en het bijbehorend management volgens een bepaalde opbouw van kostenverdeling te voltooien. De wijze waarop de bepaling van de bouwkosten plaatsvindt hangt af van het stadium waarin het project zich bevindt. Zie verder onder "kostensamenstelling".
Alle kosten die nodig zijn om het bouwproject te voltooien duidt men gewoonlijk aan als investeringskosten of stichtingskosten.

## Opbouw
Voor gebouwen en overige bouwwerken moet volgens NEN 2699 de indeling van de bouwkosten van  als volgt worden opgesteld: 
- bouwkundige voorzieningen
- werktuigbouwkundige installaties
- elektrotechnische installaties
- lift- en transportinstallaties
- vaste voorzieningen
- terrein
- algemene uitvoeringskosten

Voor civiele werken hanteert de Standaardsystematiek Kostenramingen 2010 (SSK-2010)  de volgende uniforme ramingsopbouw:
- bouwkosten
- vastgoedkosten
- engineeringskosten
- overige bijkomende kosten

## Geschiedenis
Sinds eeuwen worden er bouwwerken gerealiseerd waarbij de vorm en de functie de bouwkosten uiteindelijk bepaalde. Grote bouwwerken zijn complex van opzet en diverse deskundigen worden tijdelijk bij elkaar gebracht om het ontwerp te realiseren. Bouwprojecten mondden vaak  uit in kostenoverschrijdingen. De bouwmeester of architect beheerde meestal ook het budget.

## Kostensamenstelling
De wijze waarop de kosten samengesteld worden hangt af van het stadium waarin het ontwerp zich bevindt. In een vroeg ontwerpstadium wordt er gewerkt met kengetallen, die zijn gebaseerd op ervaringen met gelijksoortige projecten. In een later stadium zijn er over het algemeen tekeningen en beschrijvingen beschikbaar van het ontwerp. De bouwkosten worden dan samengesteld door het bepalen van de hoeveelheden vanaf de tekeningen. Voorts bepaalt de calculator de prijzen van bouwmaterialen en worden de "uitvoeringskosten" begroot. Indien gewenst kan de calculator bij de schatting van de uitvoeringskosten gebruikmaken van offertes die bij onderaannemers worden opgevraagd en delen van het werk omvatten.

## Specialisatie
Door de complexiteit van de huidige bouwwerken is in de loop van de tijd binnen het gebied van bouwkostenberekeningen specialisatie opgetreden. Vanuit het beroep van bouwkostencalculator is er de bouwkostendeskundige en bouwkostenadviseur ontstaan.